# 德铁车站及服务
DB车站&服务股份公司是德国铁路公司下的一个子公司。这个公司的设立主要是为了统一管理德国铁路网中超过5,000个的铁路车站。

## 引用
1. 1 2    - DB Station&Service AG  （页面存档备份，存于） Company profile deutschebahn.com
2. 1 2  DB Station&Service AG.  (PDF).   [2007-04-14]. （原始内容 (PDF)存档于2011-05-24）.